# سبيربريشر
سبيربريشر Sperrbrecher (الألمانية؛ تمت ترجمتها بشكل غير رسمي باسم «مستكشف المسار» ولكن تعني حرفياً «قاذفة قنابل الألغام»)، كانت سفينة مساعدة ألمانية في الحرب العالمية الأولى والحرب العالمية الثانية كانت بمثابة نوع من كاسحات الألغام، تبخر قبل السفن الأخرى من خلال حقول الألغام وتفجيرها ببدنها المعزز. تستخدم أيضًا كسفن مضادة للطائرات، عانت Sperrbrecher من خسائر فادحة في الحرب.

## تاريخ العمليات
تم استخدام Sperrbrecher على نطاق واسع من قبل الألمان في الحرب العالمية الأولى. كان لدى الأسطول الإمبراطوري ما مجموعه ثلاثين سبيربريشير لتطهير حقول الألغام - فقد ثمانية أثناء الحرب. تم تجهيز بعض هذه السفن بطائرا، مثل ريو نيجرو أو بلاوين أو ويغبرت. في الحرب العالمية الثانية رسميا باسم 'السفن التجارية ذات الاهداف الخاصة،  على الرغم من أنه يطلق عليها من قبل سلاح الجو الملكي سفينة دفاع جوي ثقيلة،  وSperrbrecher تم تحويلها من السفن التجارية لدورها الخاص، ويتكون طاقمها في المقام الأول من قبل بحارة السفن التجارية. في كثير من الأحيان من تحمل البضائع حيث كانت مليئة المواد الواعدة للمساعدة في التعويم في حالة ضرب لغم وجرى تعزيز الأقواس. عادة ما يتم تجهيز السفن التي تم تحويلها إلى نوع Sperrbrecher بأسلحة ثقيلة مضادة للطائرات وغالبا ما تحمل بمنطاد حاجز.

### قائمة المراجع
- Breyer, Siegfried; et al. (1994). Die Deutsche Kriegsmarine 1935–1945 (بالألمانية). Friedberg, Germany: Podzun-Pallas. Vol. I–IV. ISBN:978-3-89350-699-6.
- Fellgiebel, Walther-Peer (2000). Die Träger des Ritterkreuzes des Eisernen Kreuzes 1939–1945 – Die Inhaber der höchsten Auszeichnung des Zweiten Weltkrieges aller Wehrmachtsteile [The Bearers of the Knight's Cross of the Iron Cross 1939–1945 – The Owners of the Highest Award of the Second World War of all Wehrmacht Branches] (بالألمانية). Friedberg, Germany: Podzun-Pallas. ISBN:978-3-7909-0284-6.
- Paterson، Lawrence (2004). U-Boat War Patrol: The Hidden Photographic Diary of U564. Annapolis, MD: Naval Institute Press. ص. 164–165. ISBN:1-59114-890-1. مؤرشف من الأصل في 2020-03-28.
- Ridley، Matt (2006). Francis Crick: Discoverer of the Genetic Code. New York: HarperCollins. ص. 14–15. ISBN:978-0-06-114845-3. مؤرشف من الأصل في 2020-03-28.
- Williamson، Gordon (2009). Kriegsmarine Coastal Forces. New Vanguard. Oxford: Osprey Publishing. ج. 151. ص. 19–20. ISBN:978-1-84603-331-5. مؤرشف من الأصل في 2020-03-28.